# Турово (Лотошинский район)
Турово — деревня в Лотошинском районе Московской области России.
Относится к городскому поселению Лотошино, до реформы 2006 года относилась к Кировскому сельскому округу. Население — 17 чел. (2010).

## География
Расположена в восточной части городского поселения, чуть северо-восточнее районного центра — посёлка городского типа Лотошино, на левом берегу Лоби, впадающей в Шошу. Соседние населённые пункты — деревни Макарово, Нововасильевское, Новошино, посёлки Кировский и Лотошино.

## Исторические сведения
По сведениям 1859 года — деревня Татьянковской волости Старицкого уезда Тверской губернии (Лотошинский приход) в 57 верстах от уездного города, на возвышенности, при реке Лоби, с 32 дворами, 5 прудами, 4 колодцами и 260 жителями (111 мужчин, 149 женщин).
В «Списке населённых мест» 1862 года Турово — казённая деревня 2-го стана Старицкого уезда, при реке Лоби, с 32 дворами и 263 жителями (115 мужчин, 148 женщин).
В 1886 году — 52 двора, 323 жителя (148 мужчин, 175 женщин).
В 1915 году насчитывалось 62 двора, а деревня относилась к Федосовской волости.
Постановлением НКВД от 19 марта 1919 года из Федосовской волости была переведена во вновь созданную Лотошинскую волость Волоколамского уезда Московской губернии.
По материалам Всесоюзной переписи населения 1926 года была центром Туровского сельсовета, в ней проживало 352 человека (167 мужчин, 185 женщин), насчитывалось 67 крестьянских хозяйств.
С 1929 года — населённый пункт в составе Лотошинского района Московской области.

## Население
| 1859 | 1886 | 1926 | 2002 | 2006 | 2010 |
| ---- | ---- | ---- | ---- | ---- | ---- |
| 263  | ↗323 | ↗352 | ↘44  | ↗58  | ↘17  |